# Lucas Lissens
Lucas Lissens (født 25. juli 2001) er en belgisk fodboldspiller, der i øjeblikket spiller som midterforsvarer for den danske Superliga-klub Randers FC .

## Karriere
Den 31. januar 2024 skrev Lissens kontrakt med den danske Superliga-klub Lyngby Boldklub på en tre et halvt år lang kontrakt. 
Den 20. juni 2025 skrev Lissens kontrakt med Randers FC.

## Eksterne links
- Lucas Lissens profil på Soccerway